# Björsjön (Kinnarumma socken, Västergötland)
Björsjön är en sjö i Borås kommun i Västergötland och ingår i Viskans huvudavrinningsområde.